# Неклюдовка
Неклюдовка — деревня в Барышском районе Ульяновской области. Входит в состав Жадовского городского поселения.

## География
Населённый пункт расположен на реке Елшанка в 26 километрах к западу от города Барыш — административного центра района. Расстояние до Ульяновска — 136 километров.

### Часовой пояс
Неклюдовка, как и вся Ульяновская область, находится в часовой зоне МСК+1. Смещение применяемого времени относительно UTC составляет +4:00.

## История
До 2005 года входила в состав ныне упразднённого Павловского сельсовета.

## Население
| 2010 |
| ---- |
| 2    |

Согласно статистическим данным, в 1913 году в деревне было 49 дворов, проживало 249 жителей. Население деревни в 1996 году — 19 человек.

## Инфраструктура
В деревне расположена всего одна улица: Зелёная.